# 沃兹涅先斯科耶 (下诺夫哥罗德州)
沃兹涅先斯科耶（羅馬化：Voznesenskoye）是俄罗斯下诺夫哥罗德州的市级镇、沃兹涅先斯科耶区行政中心，地处下诺夫哥罗德州西南边境，位于伏尔加河流域莫克沙河一支流瓦尔纳瓦河（Варнава）畔，在州府下诺夫哥罗德西南方，距下诺夫哥罗德州与莫尔多瓦共和国边界约9公里。
该地2021年人口有6,108人；2010年人口6,777；2002年人口7,328；1989年人口6,766。